# Zarspitzen
Zarspitzen es una montaña ubicada en Austria, en el distrito de Lienz y en el estado federal de Tirol, en la parte central del país. Está cerca de los pueblos de Michelbach y Vergein.
La cima de Zarspitzen, que se encuentra a 2.271 metros sobre el nivel del mar, ofrece unas vistas a las montañas circundantes. Las montañas predominan en la región que rodea a Zarspitzen, aunque finalmente dan paso a las colinas. La zona es conocida por sus montañas y sus alrededores vírgenes.

Zarspitzen está rodeada de bosques y solo viven unas 26 personas por km². Lienz, que se encuentra a 15 km al este de Zarspitzen, es la ciudad más cercana. El mes más cálido es julio, con una temperatura promedio de 14 °C, y el más frío es enero, con una temperatura promedio de -8 °C. La temperatura media anual es de 3 °C. La precipitación media anual es de 2.138 mm, siendo noviembre el mes más lluvioso (297 mm) y diciembre el mes más seco (126 mm).
| Climograma de Zarspitzen | Climograma de Zarspitzen | Climograma de Zarspitzen | Climograma de Zarspitzen | Climograma de Zarspitzen | Climograma de Zarspitzen | Climograma de Zarspitzen | Climograma de Zarspitzen | Climograma de Zarspitzen | Climograma de Zarspitzen | Climograma de Zarspitzen | Climograma de Zarspitzen |
| --- | ------------------------ | ------------------------ | ------------------------ | ------------------------ | ------------------------ | ------------------------ | ------------------------ | ------------------------ | ------------------------ | ------------------------ | ------------------------ |
| E | F                        | M                        | A                        | M                        | J                        | J                        | A                        | S                        | O                        | N                        | D                        |
| 211 -6 -10 | 227 -4 -9                | 132 3 -7                 | 137 6 -5                 | 192 13 1                 | 146 16 5                 | 168 19 8                 | 181 16 10                | 156 13 4                 | 165 8 0                  | 297 3 -5                 | 126 -6 -10               |
| temperaturas en °C • totales de precipitación en mm |                          |                          |                          |                          |                          |                          |                          |                          |                          |                          |                          |
| Conversión sistema imperial\| E \| F \| M \| A \| M \| J \| J \| A \| S \| O \| N \| D \| \| 8.3 21 14 \| 8.9 25 16 \| 5.2 37 19 \| 5.4 43 23 \| 7.6 55 34 \| 5.7 61 41 \| 6.6 66 46 \| 7.1 61 50 \| 6.1 55 39 \| 6.5 46 32 \| 12 37 23 \| 5 21 14 \| \| temperaturas en °F • totales de precipitación en pulgadas \| \| \| \| \| \| \| \| \| \| \| \| |                          |                          |                          |                          |                          |                          |                          |                          |                          |                          |                          |
| E | F                        | M                        | A                        | M                        | J                        | J                        | A                        | S                        | O                        | N                        | D                        |
| 8.3 21 14 | 8.9 25 16                | 5.2 37 19                | 5.4 43 23                | 7.6 55 34                | 5.7 61 41                | 6.6 66 46                | 7.1 61 50                | 6.1 55 39                | 6.5 46 32                | 12 37 23                 | 5 21 14                  |
| temperaturas en °F • totales de precipitación en pulgadas |                          |                          |                          |                          |                          |                          |                          |                          |                          |                          |                          |

| E                                                         | F         | M         | A         | M         | J         | J         | A         | S         | O         | N        | D       |
| 8.3 21 14                                                 | 8.9 25 16 | 5.2 37 19 | 5.4 43 23 | 7.6 55 34 | 5.7 61 41 | 6.6 66 46 | 7.1 61 50 | 6.1 55 39 | 6.5 46 32 | 12 37 23 | 5 21 14 |
| temperaturas en °F • totales de precipitación en pulgadas |           |           |           |           |           |           |           |           |           |          |         |